# Cimenteries du Cameroun
Cimencam est une filiale du groupe français de matériaux de construction Lafarge. Elle produit et vend au Cameroun du ciment, des granulats et du béton prêt à l'emploi. Elle comprend trois usines : une station de broyage située à Bonabéri sur les berges du fleuve Wouri à Douala, une cimenterie intégrée à Figuil dans la région du Nord et une centrale à béton située à Olembé dans le Centre du Cameroun.

## Historique de la société
L'entreprise est créée en 1963. En 1985, Lafarge entre dans son capital.

## Direction de l'entreprise

### Liste des membres de la direction
Source.
- Directeur général : Xavier Legrand[3]
- Directeur général adjoint : Noé Ikoue
- Directeur financier et comptable : Yannick Hoarau
- Directeur des ventes : Jean-Claude Ndong
- Directrice des ressources humaines : Ebénézérine Moudio
- Directeur de l'usine de Figuil : Pierre-Paul Mbarga
- Directeur de l'usine de Bonabéri : Mohammed Lemnour
- Directeur Supply Chain : Guy-Landry Njikam

## Données financières
En 2013, Cimencam a réalisé un chiffre d’affaires de 85 milliards de francs CFA.